# Neven Mimica

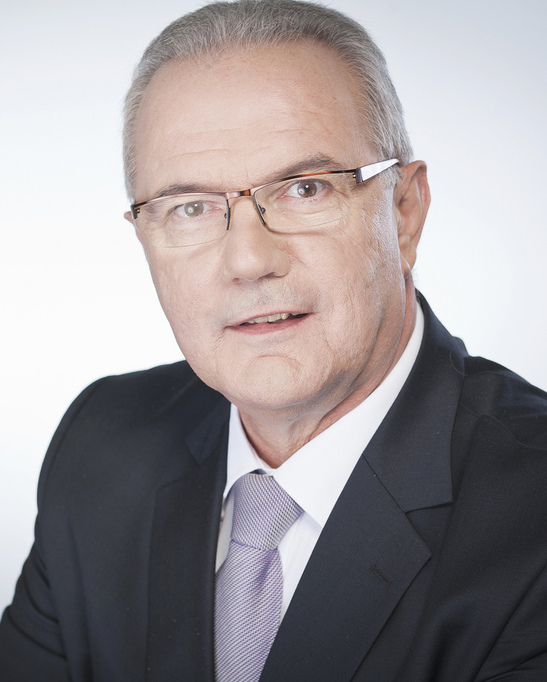
Neven Mimica (2013)

Neven Mimica (* 12. Oktober 1953 in Split) ist ein kroatischer Politiker und Diplomat. Mimica war seit 2011 stellvertretender Premierminister Kroatiens und mit EU-Beitritt von Juli 2013 bis Dezember 2019 Mitglied der Europäischen Kommission. 2013–2014 übernahm er das Ressort Verbraucherschutz, seit Beginn der Kommission Claude Juncker im November 2014 bis Dezember 2019 war er zuständig für die europäische Entwicklungszusammenarbeit.

## Leben und Wirken
Mimica schloss 1976 das Außenhandelsstudium an der Universität Zagreb ab. Anschließend arbeitete er von 1978 bis 1987 im kroatischen Ausschuss für auswärtige Beziehungen. Nach einem weiteren Abschluss an der Universität Zagreb in Wirtschaftswissenschaften wechselte der Kroate in den diplomatischen Dienst. Bis 1997 war Mimica bei Botschaften zum Beispiel in Ägypten und der Türkei beschäftigt.
Im Anschluss trat Mimica in den politischen Dienst für die sozialdemokratische Partei Socijaldemokratska partija Hrvatske (SDP). Er arbeitete von 1997 bis 2001 als Staatssekretär im kroatischen Wirtschaftsministerium. Im Jahre 2001 folgte dann der erste Ministerposten: Mimica war bis 2003 kroatischer Minister für europäische Integration. Nach einer achtjährigen Zugehörigkeit zur Opposition folgte im Dezember 2011 der nächste Karrieresprung: Nach dem Wahlsieg der Kukuriku-Koalition unter Führung der SDP übernahm Mimica den Posten des stellvertretenden Premierministers.
Im April 2013 gab die Europäische Kommission bekannt, dass der Kroate mit dem Beitritt seines Heimatlandes im Juli 2013 Kommissionsmitglied wird. In dieser übernahm er die Leitung des Verbraucherschutzressorts. Kommissionspräsident José Manuel Barroso bezeichnete Mimica als „erfahrenen und engagierten Europäer, der einen wichtigen Beitrag zur Arbeit der Europäischen Kommission leisten kann“.
Im September 2014 wurde Mimica von EU-Kommissionspräsident Jean-Claude Juncker als EU-Entwicklungskommissar nominiert und daraufhin vom EU-Parlament bestätigt. Mit Antritt der Kommission von der Leyen I schied er aus dem Amt aus.